# Gertrude Caton-Thompson
Gertrude Caton-Thompson (Londres, 1 de febrer de 1888 – Broadway, Worcestershire, 18 d'abril de 1985) va ser una influent arqueòloga anglesa i una de les primeres dones que es van dedicar a aquesta disciplina. La minuciositat i metodologia de les seves recerques van ser pioneres. Va treballar sobre el terreny sobretot a Egipte, Gran Zimbabue i el Iemen. Va ser la primera dona que va presidir la Societat Prehistòrica del University College de Londres.

## Biografia
Gertrude Caton Thompson era filla de William Caton-Thompson i Ethel Gertrude Page. Va néixer a Londres, el 1888 i va ser educada en col·legis privats de París i Eastbourne. El seu interès per l'arqueologia va sorgir durant un viatge a Egipte amb la seva mare el 1911, sumat a una sèrie de conferències sobre l'antiga Grècia a les quals va assistir impartides per Sarah Paterson en el Museu Britànic. El 1912 va rebre una herència que li va permetre assegurar la seva independència financera i les seves posteriors excavacions. Durant la Primera Guerra Mundial, va treballar per al Ministeri britànic de la Marina i va assistir el 1919 a la Conferència de Pau de París. El 1921 va iniciar els seus estudis al University College de Londres, on va tenir com a mestres a Margaret Murray, Flinders Petrie i Dorothea Bat, i va excavar en l'Alt Egipte durant l'hivern d'aquell any. L'any següent va començar a estudiar en el Newnham College de la Universitat de Cambridge abans d'unir-se a altres excavacions a Egipte amb Petrie i Guy Brunton el 1924.

### Egipte

Mapa de la cultura Badari en l'Alt Egipte

Durant la dècada de 1920 va treballar com a arqueòloga inicialment a Egipte per a l'Escola Britànica d'Arqueologia d'Egipte a més de desenvolupar també treball de camp a Malta. A Egipte va participar en nombroses excavacions, entre elles a Abidos, Badari i Qau el Kebir.. Es va interessar especialment en l'Egipte prehistòrica i va ser una de les primeres persones que va investigar el tram temporal complet des del Paleolític fins al període predinàstic d'Egipte. Moltes de les seves troballes estan ara en la col·lecció del Museu britànic.
Mentre treballava a la regió del Badari, entre el 1923 i el 24, va prendre la iniciativa d'explorar les restes prehistòriques de Hemamieh. El seu treball es va distingir per la seva meticulositat. Excavava acuradament trams de sis polzades (15,24 centímetres) i gravava la posició exacta de cada utensili trobat. Aquesta manera d'excavar va ser en molts aspectes precursora del treball realitzat en generacions posteriors, per la qual cosa el seu treball se situa per davant dels seus col·legues contemporanis i molts dels seus successors
El 1925, juntament amb la geòloga Elinor Wight Gardner, van realitzar la primera prospecció arqueològica del nord d'el Faium, on van treballar per correlacionar els antics nivells del llac amb l'estratificació arqueològica. Van continuar treballant a Faiyum durant els següents dos anys per a l'Institut Antropològic Reial on van descobrir dues cultures neolítiques desconegudes. Les dues van treballar també a les zones prehistòriques de Kharga Oasis el 1930. Tot això els va portar a investigar de manera més àmplia el Paleolític a l'Àfrica del Nord, treball que ella va publicar el 1952.

### Gran Zimbabwe

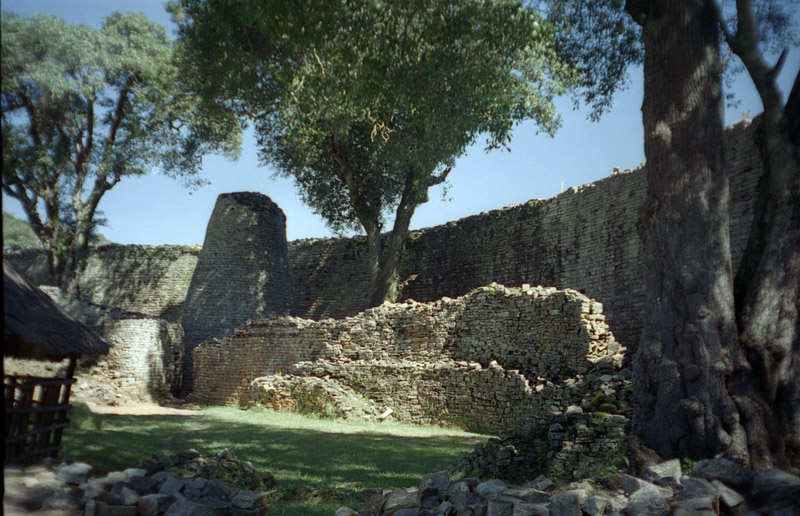
Ruïnes en el Gran Zimbabwe

El 1928, l'Acadèmia britànica va convidar-la a investigar els orígens de ruïnes del sud-est de Zimbabwe prop del llac Mutirikwe. Conegut des del segle xvi, el Gran Zimbabwe havia estat excavat anteriorment per James Theodore Blent i David Randall-MacIver i havia sorgit la controvèrsia de si va ser un treball realitzat pels africans (posició de MacIver) o d'alguna altra civilització. Treballant amb Kathleen Kenyon, les seves excavacions van concloure que el Gran Zimbabwe era producte del treball d'una "civilització nativa". La seva posició va rebre nombroses crítiques per part dels mitjans de comunicació i de la comunitat arqueòloga que, amb una visió eurocèntrica, negava la possibilitat que els constructors fossin els propis africans. En l'actualitat els arqueòlegs coincideixen a considerar que la ciutat va ser la civilització africana que utilitzava la llengua xona.

### Excavacions al Iemen

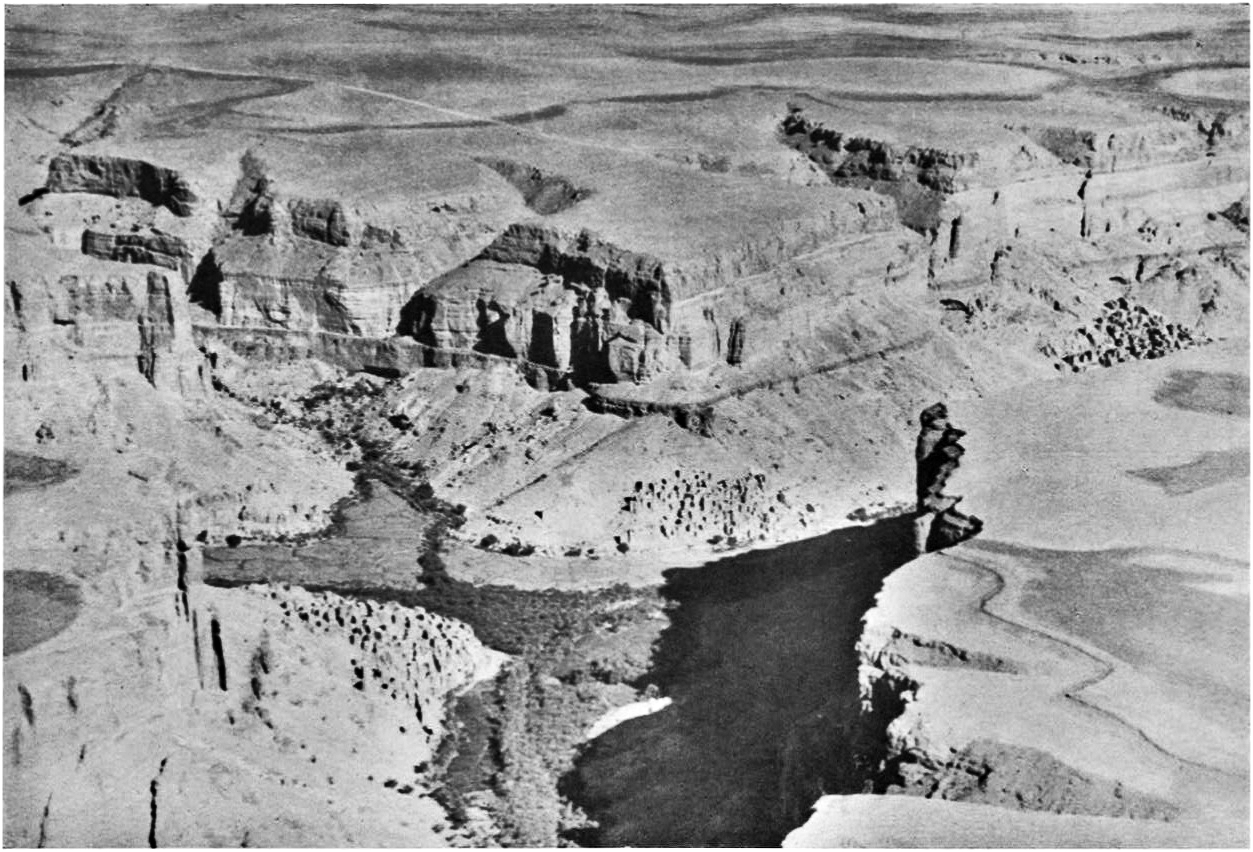
Hadhramaut 1929, Wadi Dawan
Fotografia presa el novembre de 1929 en un primer reconeixement des de la zona més alta en les proximitats de les ruïnes de Hadhramaut

El 1932, va contractar Mary Leakey per il·lustrar el seu llibre El Desert Fayoum, cosa que va influir en gran manera la seva posterior carrera en paleontologia. A finals 1937 juntament amb Elinor Wight Gardner, acompanyades per Freya Stark, van iniciar la primera excavació sistemàtica de Hadhramaut en el Iemen. Les relacions entre ella i Stark van ser notòriament tibants, i Stark es va burlar d'una anònima però identificable dona arqueòloga en el seu llibre Un Hivern a Aràbia el 1940.
Es va retirar del treball de camp després de la Segona Guerra Mundial. Va morir als 97 anys a Broadway, Worcestershire (Anglaterra).

## Honors i distincions
El 1938 li van oferir la Càtedra Disney d'Arqueologia a la Universitat de Cambridge però va rebutjar el lloc que posteriorment va ser acceptat per Dorothy Garrod. Va ser membre investigadora en el Newnham College de Cambridge el 1923 i membre honorària de 1934 a 1945, i va rebre un doctorat honorari el 1954. De 1940 a 1946 va ser la primera dona que va presidir la Societat Prehistòrica i va ser també elegida membre de l'Acadèmia britànica el 1944. El 1961 va ser membre fundadora de l'Escola britànica d'Història i Arqueologia a Àfrica de l'est i distingida com a membre honorària després de participar en el seu consell durant 10 anys.

## Publicacions
- Guy Brunton, G. Caton Thompson, The Badarian civilisation and predynastic remains near Badari, British School of Archaeology in Egypt, Londres 1928.
- The Zimbabwe Culture, 1931; F. Cass, 1970
- Gertrude Caton Thompson, Elinor Wight Gardner The Desert Fayum, Royal Anthropological Institute of Great Britain and Ireland, 1934.
- Kharga Oasis in Prehistory, University of London, 1952
- Mixed memoirs, Paradigm Press, 1983